# كاثرين هام
كاثرين هام (بالإنجليزية: Kathryn Hamm)‏ هي كاتِبة أمريكية، ولدت في 2 يونيو 1969.

## وصلات خارجية
- الموقع الرسمي